# 岩根順子
岩根 順子（いわね じゅんこ、1948年 - ）は、日本の実業家、社会運動家。サンライズ出版代表取締役社長、三方よし研究所創立者・副理事長。ブルーレーク賞受賞。

## 来歴・人物
滋賀県彦根市出身。1969年滋賀大学経済短期大学部（現滋賀大学経済学部夜間主コース）を卒業、父親が創業したサンライズに入社。1981年に父親の跡を継ぎ同社代表取締役社長となる。1982年サンライズ印刷を設立、代表取締役社長に就任。1990年からは滋賀県商工労働部主催のAKINDOフォーラム企画運営委員・会議委員を務める。1994年には「淡海文化を育てる会」を発足し、『淡海文庫』を創刊。1997年、滋賀県の文化・自然を全国に紹介した功績等により滋賀県知事からブルーレーク賞を授与される。2002年特定非営利活動法人三方よし研究所を設立、副理事長に就任。 2003年サンライズの社名をサンライズ出版に変更。2024年、地域文化功労者。

## 年譜
- 1948年 - 滋賀県彦根市生まれ
- 1969年 - 滋賀大学経済短期大学部卒業
- 1969年 - サンライズ入社
- 1981年 - サンライズ代表取締役社長
- 1982年 - サンライズ印刷設立・代表取締役社長
- 1990年 - 滋賀県商工労働部主催AKINDOフォーラム企画運営委員・会議委員
- 1994年 - 「淡海文化を育てる会」発起・『淡海文庫』創刊
- 1997年 - ブルーレーク賞受賞
- 2002年 - 三方よし研究所設立・副理事長
- 2003年 - サンライズ出版に社名変更